# Agronômica
Agronômica là một đô thị thuộc bang Santa Catarina, Brasil. Đô thị này có diện tích 135,923 km², dân số năm 2007 là 4615 người, mật độ 34 người/km².